# Antistatisk materiale
Antistatisk materiale er et materiale som er rimelig elektrisk ledende, så statisk elektricitet undgås ved gnidning, og statisk elektricitet udefra afledes. Derved hindres ødelæggelse eller beskadigelse af elektroniske komponenter, printplader, computerdele og anden elektronik, der er i den antistatiske pose eller ligger på det antistatiske materiale. Dog skal alt som kan komme til at røre elektronik på det antistatiske materiale have samme potential. Dette opnås f.eks. via ledninger og ledende håndledsstraps.